# Diga di Çatak
La diga di Çatak è una diga della Turchia. Si trova nella provincia di Kastamonu.